# Ivan Rupnik
Ivan Rupnik, slovenski skladatelj, glasbeni pedagog in zborovodja, * 29. avgust 1911, Dolenji Logatec, † 1993.  

## Življenje in delo
Oče Jakob, ki je bil organist, je sina že v mladosti učil glasbene teorije. Osnovno šolo je obiskoval na Raki pri Krškem, 6. razredov gimnazije pa najprej v Kranju in jo dokončal v Šentvidu pri Ljubljani, kjer sta bila njegova glasbena učitelja Vojteh Hybášek in Matija Tomc. V letih 1928–1930 se je zasebno učil dramatike pri dramskem režiserju Petru Malcu in nastopal kot igralec in režiser v Tržiču, Logatcu in Kranju, 1930–1932 je obiskoval Orglarsko šolo in nato Glasbeni konservatorij v Ljubljani, hkrati pa ga je zasebno učil petja A. Groebming. Potem je nastopal več let kot zborovodja v raznih društvih v Ljubljani in okolici: Pevski zbor Slovan na Brdu (1932), Šentjakobski pevski zbor (1932–1933) itd. Leta 1933 je sodeloval s K. Perkom kot korepetitor pevskega zbora Slavec, kateremu je postal naslednje leto zborovodja. Od 1934–1936 je bil tajnik uprave Hubadove župe Jugoslovanske pevske zveze in  honorarni nameščenec Folklornega inštituta GM (1934–1935), kjer je ob vodstvu F. Marolta urejal in prepisoval zapise ljudskih pesmi. Poleg tega je zasebno študiral kompozicijo pri S. Koporcu (1934–1936). Od januarja 1937 do oktobra 1938 je bil regens chori (kapelnik) stolnice v Skopju, od februarja 1938 do septembra 1939 strokovni učitelj, potem pa do aprila 1941 ravnatelj šole glasbenega društva Mokranjac, kjer je poučeval glasbeno teoretične predmete in klavir. Poleg tega je bil tudi zborovodja zbora Mokranjac (od sept. 1938) in vodja glasbene sekcije ljudske univerze. Tedaj je večkrat potoval po Makedoniji in zapisoval ljudske pesmi v Velesu, Tetovu, Ohridu, Bitolju itd. Ob okupaciji je bil pregnan v Ljubljano, kjer se je preživljal s priložnostnim ročnim delom v gostilni. Od sept. 1942 do febr. 1947 je poučeval v glasbeni šoli Stanković v Beogradu in od junija 1946 tudi na Kapelnički školi CD JA. 1. marca 1947 pa je postal dirigent Zbora CD JA.
Rupnik je napisal razne skladbe: za klavir: Preludij in fuga, Toccata, Festival na groblju, suita itd.; Naša zastava, kantata za mešani zbor in vel. orkester (1934); Otadžbina (Dj. Jakšić), kantata za mešani zbor in vel. orkester; Poselo, rapsodija za vel. orkester (1946); za pevski zbor: Partizanska idila (M. Bor, Fantje ob Kolpi), Krasnaarmejcem pozdrav (I. Gruden), Pesem matere treh partizanov (K. Destovnik-Kajuh); razne skladbe za mladinske zbore in priredbe ljudskih pesmi.